# Таурас
«Та́урас» (лит. Tauragės Futbolo Klubas "Tauras") — литовский футбольный клуб из города Таураге.

## История
В советское время команда играла в региональных соревнованиях. В 1987 году таурагскому «Таурасу» удалось выиграть чемпионат Литовской ССР.
В 1990 году команда выступила в первом сезоне чемпионата Литвы. До сезона 1997/98 включительно (исключая сезон 1994/95) команда играла в высшем дивизионе, в сезонах 1990, 1991, 1991/92 — под названием «Электронас», 1992/93—1994/95 — «Таурас-Каршува». В 1998 году, заняв предпоследнее 15-е место в чемпионате, вылетела в I лигу. Сезон-2006 команда провела во II лиге.
В первом после возвращения в высший дивизион сезоне 2009 года занял 5-е место в чемпионате. Принял участие в финальном матче Кубка Литвы 2008/2009, где проиграл со счётом 0:1 клубу «Судува». Поскольку серебряный призёр чемпионата «Ветра» не прошёл лицензирование в ЛФФ, «Таурас» занял освободившееся место в Лиге Европы 2010/11. Через год занял 4-е место, вновь пробившись в Лигу Европы.
По итогам сезона 2013 команда вылетела из высшего дивизиона и с тех пор играет в низших лигах (в сезонах 2016, 2018 и 2019 не выступала).

### Выступления в еврокубках
| Сезон   | Турнир           | Раунд                         | Соперник     | Дома     | В гостях | Общий счёт |  |
| ------- | ---------------- | ----------------------------- | ------------ | -------- | -------- | ---------- |  |
| 2010/11 | Лига Европы УЕФА | Первый квалификационный раунд | Лланелли     | 3:2 (дв) | 2:2      | 5:4        |  |
| 2010/11 | Лига Европы УЕФА | Второй квалификационный раунд | АПОЭЛ        | 0:3      | 1:3      | 1:6        |  |
| 2011/12 | Лига Европы УЕФА | Второй квалификационный раунд | АДО Ден Хааг | 2:3      | 0:2      | 2:5        |  |

## Титулы

### Национальные титулы
- Чемпионат Литовской ССР
  - 1-е место (1): 1987
  - 2-е место (1): 1948

- Кубок Литовской ССР
  - Финалист (1): 1989

- Кубок Литвы
  - Финалист (1): 2009